# Processo de colódio úmido

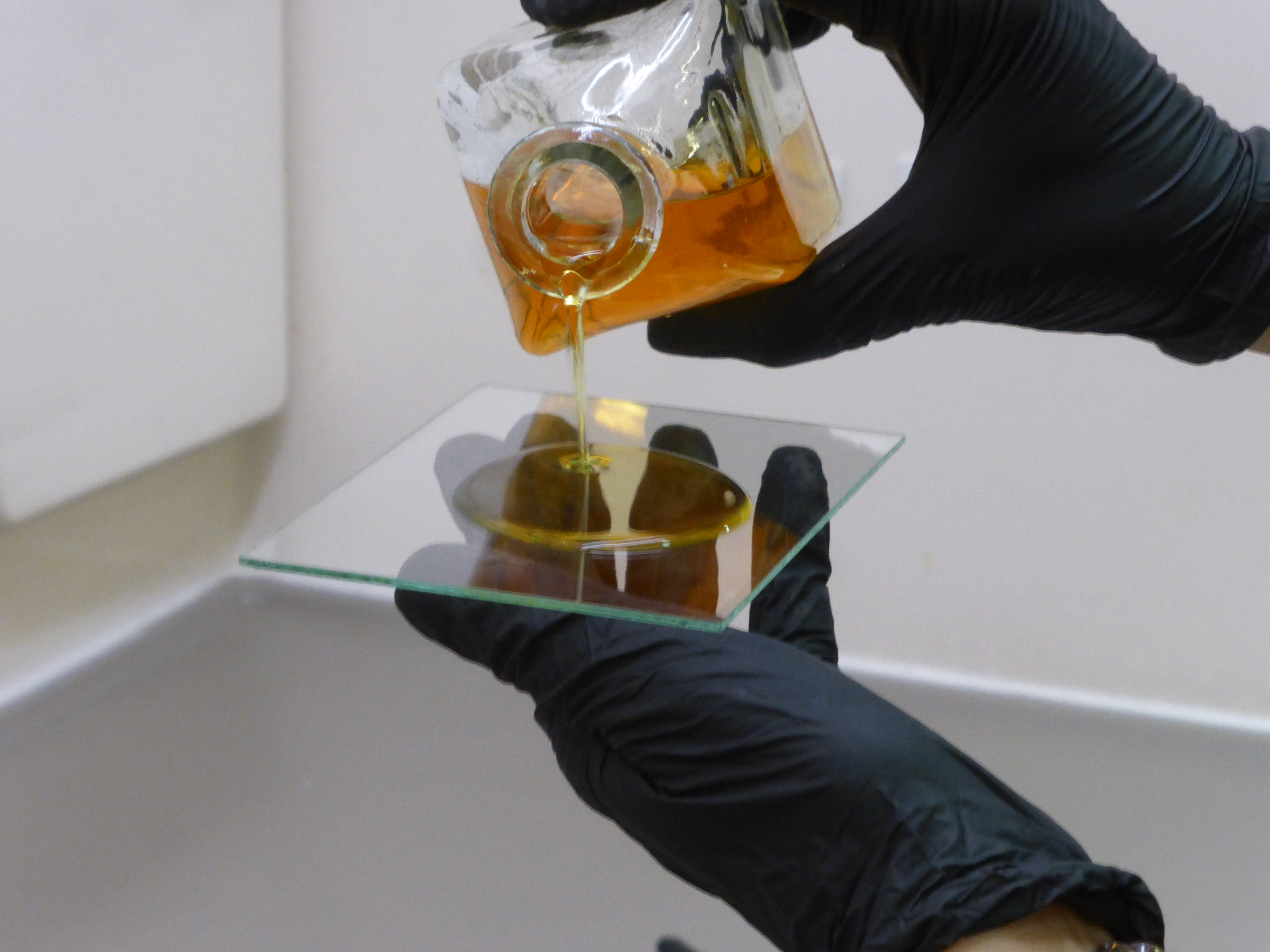
Começando a preparar uma placa fotográfica de colódio.

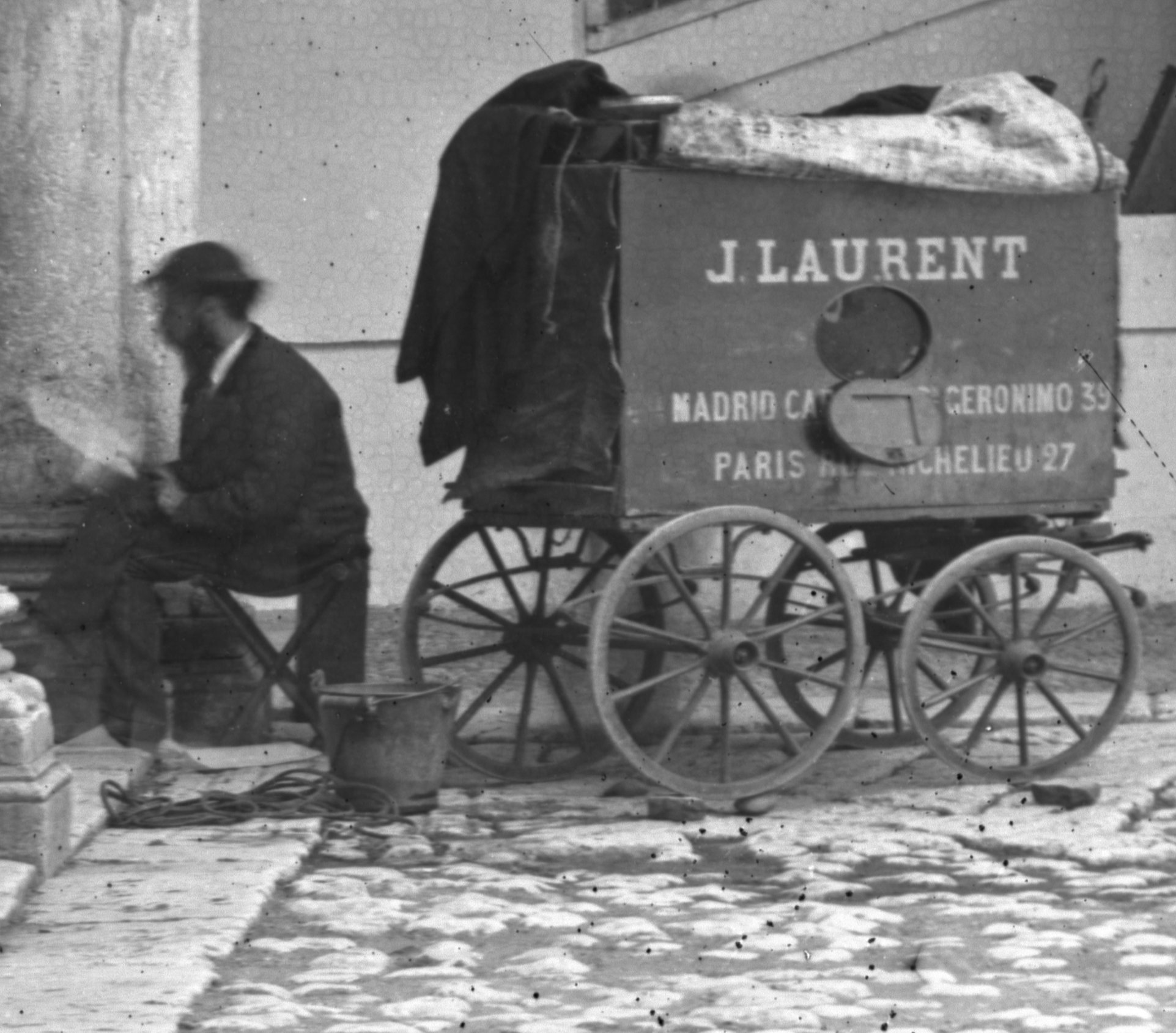
Laboratório do fotógrafo J. Laurent, que trabalhou em Portugal em 1869.

O processo de colódio húmido é um procedimento fotográfico histórico.

## História
Existem relatos conflitantes sobre sua criação em 1851, que normalmente é atribuída simultaneamente a Gustave Le Gray, que foi o primeiro a indicar um processo fotográfico utilizando colódio e a conseguir obter imagens após uma revelação com sulfato de protóxido de ferro; e Frederick Scott Archer, que no mesmo ano e independentemente publicou na Inglaterra um estudo propondo que essa substância levaria a um grande avanço no desenvolvimento da fotografia. 

## Descrição
O método implica a utilização de colódio, uma espécie de verniz que é aplicado líquido a placas fotográficas de vidro, e que era sensibilizado com nitrato de prata. Ele é chamado "de colódio húmido" porque a placa deve permanecer úmida durante todo o procedimento, incluindo a captação e a revelação das imagens. Ele exigia que fotógrafos levassem consigo um laboratório fotográfico mais ou menos portável, frequentemente um vagão puxado por cavalos, a fim de preparar as placas pouco antes de seu uso e revela-las imediatamente após.
Outro dos inconvenientes deste método era a fragilidade das placas de vidro empregadas como suporte, que às vezes acabavam riscadas ou quebradas.
Com o emprego deste procedimento conseguiu-se reduzir o tempo de exposição a apenas alguns segundos, e isso levou a uma importante diminuição dos custos. Outra das grandes vantagens era a estabilidade da emulsão empregada, que era resistente ao tempo.
Sua difusão levou ao abandono de outros processos fotográficos como o daguerreotipo e o calotipo, e devido às suas vantagens a partir de 1855 o processo de colódio húmido impôs-se como a técnica mais utilizada por fotógrafos. 
Na década de 1880 seu uso começou a declinar por conta do aparecimento do processo da prata coloidal, também chamado de processo de placas secas de gelatina.